# Список сеймов Речи Посполитой
Сейм представлял собой сословно-представительный орган Речи Посполитой, имевший законодательную и частично судебную власть. Речь Посполитая образована на совместном польско-литовском Люблинском сейме, проводившемся с 10 января по 12 августа 1569 года. Маршалком сейма был Станислав Седзивой Чарнковский.
В списке представлены все сессии сейма, как ординарные (очередные), так и экстраординарные (внеочередные). Кроме того, в список включены сеймы, связанные с избранием нового монарха: конвокационные, элекционные и коронационные; а также пацификационные сеймы, созывавшиеся для замирения после внутренних конфликтов между группировками знати. Первым указан год проведения сейма, далее число и месяц открытия и закрытия, место проведения, тип сейма и маршалок сейма. Важнейшие сеймы сопровождены комментариями.

## XVI век
- 1570, 3 мая — 10 июля, Варшава. Маршалок: Станислав Шафранец.
- 1572, 12 марта — 28 мая, Варшава. Маршалок: Николай Гжибовский.
- 1573, 6 — 28 января, Варшава. Конвокационный. Маршалок неизвестен.
- 1573, 5 апреля — 20 мая, Варшава. Элекционный[1]. Маршалок: Ян Фирлей.
- 1574, 22 февраля — 2 апреля, Краков. Коронационный[2]. Маршалок: Вацлав Агриппа.
- 1574, 30 августа— 18 сентября, Варшава. Конвокационный[3]. Маршалок: Станислав Шафранец, с 13 сентября — Рафал Пшиемский.
- 1575, 7 ноября— 15 декабря, Варшава. Элекционный[4]. Маршалок: Николай Сеницкий.
- 1576, 18 — 28 января, Енджеюв[5].
- 1576, 31 марта — 29 мая, Краков. Коронационный[6]. Маршалок: Анджей Фирлей.
- 1576, 19 октября — 29 ноября, Торунь. Ординарный. Маршалок неизвестен.
- 1578, января — март, Варшава. Ординарный[7]. Маршалок: Лукаш Свирский.
- 1579—1580, 23 ноября — 4 января, Варшава. Ординарный. Маршалок неизвестен.
- 1581, 22 января — 8 марта, Варшава. Ординарный. Маршалок: Станислав Пшиемский.
- 1582, 4 октября — 25 ноября, Варшава. Ординарный. Маршалок: Лев Сапега.
- 1585, 15 января — 28 февраля, Варшава. Ординарный. Маршалок: Станислав Пенкославский.
- 1587, 2 февраля — 9 марта, Варшава. Конвокационный. Маршалок: Станислав Уханьский.
- 1587, 30 июня — 19 августа, Элекционный[8]. Маршалки: Каспер Дембинский и Павел Ожеховский.
- 1587—1588, 10 декабря — 20 января, Краков. Коронационный[9]. Маршалок: Ян Гаевский.
- 1589, 6 марта — 23 апреля, Варшава. Ординарный (пацификационный)[10]. Маршалок: Дмитрий Халецкий.
- 1590, 8 марта— 21 апреля, Варшава. Ординарный. Маршалок: Иероним Гостомский.
- 1590—1591, 2 декабря — 15 января, Варшава. Ординарный. Маршалок: Ян Идзбиньский-Русецкий.
- 1592, 7 сентября — 19 октября, Варшава. Ординарный (инквизиционный)[11]. Маршалок: Ян Пац.
- 1593, 4 мая — 15 июня, Варшава. Ординарный. Маршалок: Николай Данилович.
- 1595, 6 февраля — 22 марта, Краков. Ординарный. Маршалок: Станислав Сасин-Карсьницкий.
- 1596, 26 марта — 13 мая, Варшава. Ординарный. Маршалок: Пётр Мышковский.
- 1597, 10 февраля — 25 марта, Варшава. Ординарный. Маршалок: Пётр Мышковский.
- 1598, 8 марта — 13 апреля, Варшава. Ординарный. Маршалок: Флориан Гомолиньский.

## XVII век
- 1600, 9 февраля — 21 марта, Варшава. Ординарный. Маршалок: Ян Шуйский.
- 1601, 7 февраля — 13 марта, Варшава. Ординарный. Маршалок: Ян Збигнев Оссолинский.
- 1603, 4 февраля — 5 марта, Краков. Ординарный. Маршалок: Феликс Крыский.
- 1605, 20 января — 3 марта, Варшава. Ординарный. Маршалок: Станислав Белозор.
- 1606, 7 марта — 18 апреля, Варшава. Ординарный. Маршалок: Станислав Рышковский.
- 1607, 9 мая — 1 июня, Варшава. Ординарный. Маршалок: Николай Мелиньский.
- 1609, 15 января — 26 февраля, Варшава. Ординарный. Маршалок: Кшиштоф Веселовский.
- 1611, 26 сентября — 7 ноября, Варшава. Ординарный. Маршалок: Ян Свошовский.
- 1613, 19 февраля — 2 марта, Варшава. Ординарный. Маршалок: Максимиллиан Пшемембский.
- 1613, 3 — 29 декабря, Варшава. Ординарный. Маршалок: Александр Госевский.
- 1615, 12 февраля — 26 марта, Варшава. Ординарный. Маршалок: Ян Свентославский.
- 1616, 26 апреля — 7 июня, Варшава. Ординарный. Маршалок: Якуб Щавиньский.
- 1618, 13 февраля — март, Варшава. Ординарный. Маршалок: Кшиштоф Веселовский.
- 1619, 22 января — 5 марта, Варшава. Ординарный. Маршалок: Ян Свентославский.
- 1620, 3 ноября — 11 декабря, Варшава. Ординарный. Маршалок: Якуб Щавиньский.
- 1621, 23 августа — 14 сентября, Варшава. Ординарный. Маршалок: Ян Друцкий-Соколинский.
- 1623, 24 января — 7 марта, Варшава. Ординарный. Маршалок: Якуб Собеский.
- 1624, 6 февраля — март, Варшава. Экстраординарный. Маршалок: Ян Ловицкий.
- 1625, 7 января — март, Варшава. Ординарный. Маршалок: Ян Друцкий-Соколинский.
- 1626, 27 января — 10 марта, Варшава. Ординарный. Маршалок: Якуб Собеский.
- 1626, 19 ноября — 3 декабря, Торунь. Экстраординарный. Маршалок: Мартин Жегоцкий.
- 1627, 12 октября — 27 ноября, Варшава. Ординарный. Маршалок: Александр Халецкий.
- 1628, 26 июня — 18 июля, Варшава. Экстраординарный. Маршалок: Якуб Собеский
- 1629, 9 января — 21 февраля, Варшава. Ординарный. Маршалок: Матей Манецкий.
- 1629, 13 — 28 ноября, Варшава. Экстраординарный. Маршалок: Стефан Пац.
- 1631, 29 января — март, Варшава. Экстраординарный. Маршалок: Ежи Оссолинский.
- 1632, 11 марта — 3 апреля, Варшава. Экстраординарный. Маршалок: Мартин Жегоцкий.
- 1632, 26 июня — 20 июля, Варшава. Конвокационный. Маршалок: Кшиштоф Радзивилл.
- 1632, 27 сентября — 17 ноября, Варшава. Элекционный[12]. Маршалок: Якуб Собеский.
- 1633, 1 февраля — 17 марта, Краков. Коронационный[13]. Маршалок: Николай Остророг.
- 1634, 19 июля — 7 августа, Варшава. Экстраординарный. Маршалок: Гедеон Михаил Тризна.
- 1635, 31 января — 17 марта, Варшава. Ординарный. Маршалок: Ежи Оссолинский.
- 1635, 22 ноября — 11 декабря, Варшава. Экстраординарный. Маршалок: Николай Лопацкий.
- 1637, 20 января — 4 марта, Варшава. Ординарный. Маршалок: Казимир Лев Сапега.
- 1637, 3 — 19 июня, Варшава. Экстраординарный. Маршалок: Ян Станислав Яблоновский.
- 1638, 10 марта — 1 мая, Варшава. Ординарный. Маршалок: Лукаш Опалиньский.
- 1639, 5 октября — 16 ноября, Варшава. Ординарный. Маршалок: Владислав Кирдей.
- 1640, 19 апреля — 1 июня, Варшава. Ординарный. Маршалок: Ян Станислав Яблоновский.
- 1641, 20 августа — 4 октября, Варшава. Ординарный. Маршалок: Богуслав Лещинский.
- 1642, 11 — 27 февраля, Варшава. Экстраординарный. Маршалок: Кшиштоф Завиша.
- 1643, 12 февраля — 29 марта, Варшава. Ординарный. Маршалок: Ежи Себастьян Любомирский.
- 1645, 13 февраля — 27 марта, Варшава. Ординарный. Маршалок: Иероним Радзеёвский.
- 1646, 25 октября — 10 декабря, Варшава. Ординарный. Маршалок: Ян Николай Станкевич.
- 1647, 10 — 27 мая, Варшава. Экстраординарный. Маршалок: Станислав Сорбевский.
- 1648, 16 июля — 1 августа, Варшава. Конвокационный. Маршалок: Богуслав Лещинский
- 1648, 6 октября — 23 ноября, Варшава. Элекционный[14]. Маршалок: Филипп Обухович.
- 1649, 19 января — 14 февраля, Краков. Коронационный[15]. Маршалок: Франтишек Дубравский.
- 1649—1650, 22 ноября — 12 января, Варшава. Ординарный. Маршалок: Богуслав Лещинский
- 1650, 5 — 24 декабря, Варшава. Экстраординарный. Маршалок: Винцент Гонсевский.
- 1652, 26 января — 14 марта, Варшава. Ординарный[16]. Маршалок: Анджей Максимиллиан Фредро.
- 1652, 23 июля — 18 августа, Варшава. Экстраординарный. Маршалок: Александр Сельский.
- 1653, 24 марта — 18 апреля, Брест. Экстраординарный. Маршалок: Кшиштоф Сигизмунд Пац.
- 1654, 11 февраля — 28 марта, Варшава. Ординарный[16]. Маршалок: Франтишек Дубравский.
- 1654, 9 июня — 21 июля, Варшава. Экстраординарный. Маршалок: Кшиштоф Гжимултовский.
- 1655, 19 мая — 20 июня, Варшава. Экстраординарный. Маршалок: Ян Казимир Умястовский.
- 1658, 10 июля — 30 августа, Варшава. Ординарный. Маршалок: Владислав Любовецкий.
- 1659, 22 марта — 30 мая, Варшава. Экстраординарный. Маршалок: Ян Гниньский.
- 1661, 2 мая — 16 июля, Варшава. Ординарный. Маршалок: Михаил Казимир Радзивилл.
- 1662, 20 февраля — 1 мая, Варшава. Ординарный. Маршалок: Ян Велёпольский.
- 1664—1665, 26 ноября — 7 ноября, Варшава. Ординарный[16]. Маршалок: Ян Гниньский.
- 1665, 12 — 28 марта, Варшава. Экстраординарный[16]. Маршалок: Ян Антоний Храповицкий.
- 1666, 17 марта — 5 мая, Варшава. Ординарный[16]. Маршалок: Ян Хризостом Пенёнжек.
- 1666, 9 ноября — 27 декабря, Варшава. Ординарный[16]. Маршалок: Мартин Оборский.
- 1667, 7 марта — 19 мая, Варшава. Ординарный. Маршалок: Андрей Котович.
- 1668, 24 января — 8 марта, Варшава. Экстраординарный[16]. Маршалок: Ян Кароль Чарторыйский.
- 1668, 27 августа — 16 сентября, Варшава. Экстраординарный[17]. Маршалок: Стефан Сарновский.
- 1668, 5 ноября — 6 декабря, Варшава. Конвокационный. Маршалок: Ян Антоний Храповицкий.
- 1669, 2 мая — 6 июля, Варшава. Элекционный[18]. Маршалок: Феликс Казимир Потоцкий.
- 1669, 1 октября — 12 ноября, Краков. Коронационный[19]. Маршалок: Анджей Крыцкий.
- 1670, 5 марта — 19 апреля, Варшава. Экстраординарный[16]. Маршалок: Ян Казимир Кирдей.
- 1670, 9 сентября — 1 ноября, Варшава. Ординарный. Маршалок: Станислав Гераклиуш Любомирский.
- 1672, 26 января — 14 марта, Варшава. Ординарный[16]. Маршалок: Мартин Оборский.
- 1672, 1 июня — 8 июля, Варшава. Экстраординарный[16]. Маршалок: Габриэль Друцкий-Соколинский.
- 1673, 4 января — 13 апреля, Варшава. Ординарный (пацификационный)[20]. Маршалок: Стефан Чарнецкий.
- 1674, 15 января — 22 февраля, Варшава. Конвокационный. Маршалок: Франтишек Белиньский.
- 1674, 20 апреля — 3 июня, Варшава. Элекционный[21]. Маршалок: Бенедикт Павел Сапега.
- 1676, 4 февраля — 4 апреля, Краков. Коронационный[22]. Маршалок: Николай Иероним Сенявский.
- 1677, 14 января — 26 апреля, Варшава. Экстраординарный. Маршалок: Владислав Михаил Скорошевский.
- 1678—1679, 15 декабря — 3 апреля, Гродно. Ординарный. Маршалок: Франтишек Стефан Сапега.
- 1681, 14 января — 26 мая, Варшава. Ординарный[16]. Маршалок: Иероним Августин Любомирский.
- 1683, 27 января — 18 марта, Варшава. Ординарный. Маршалок: Рафал Лещинский.
- 1685, 15 февраля — 30 мая, Варшава. Ординарный. Маршалок: Анджей Казимир Гелгуд.
- 1688, 27 января — 5 марта, Гродно. Ординарный[23] . ПредседательствовалАнджей Казимир Гелгуд.
- 1688—1689, 17 декабря — 2 апреля, Варшава. Ординарный[16]. Маршалок: Станислав Антоний Щука.
- 1690, 16 января — 7 мая, Варшава. Ординарный. Маршалок: Томаш Длялыньский.
- 1692—1693, 31 декабря — 11 февраля, Гродно. Ординарный[16]. Маршалок: Анджей Казимир Кришпин-Киршенштейн.
- 1693, 22 декабря, Варшава. Экстраординарный[24]. Председательствовал Анджей Казимир Кришпин-Киршенштейн.
- 1695, 12 января — 23 марта, Варшава. Ординарный[23]. Председательствовал Анджей Казимир Кришпин-Киршенштейн.
- 1696, 29 августа — 2 октября, Варшава. Конвокационный[25]. Маршалок: Стефан Гумецкий.
- 1697, 15 мая — 28 июня, Варшава. Элекционный[26]. Маршалок: Казимир Людвик Белиньский.
- 1697, 17 сентября — 1 октября, Краков. Коронационный[27]. Маршалок: Кшиштоф Станислав Завиша.
- 1698, 16 — 28 апреля, Варшава. Пацификационный[28]. Председательствовал Кшиштоф Станислав Завиша.
- 1699, 16 июня — 30 июля, Варшава. Ординарный (пацификационный). Маршалок: Станислав Антоний Щука.

## XVIII век
- 1701, 30 мая — 18 июня, Варшава. Ординарный[29].
- 1701—1702, 22 декабря — 8 февраля, Варшава. Ординарный[16]. Маршалок: Ян Шембек.
- 1703, 19 июня — 11 июля, Люблин. Экстраординарный. Маршалок: Михаил Серваций Вишневецкий.
- 1710, 4 февраля — 16 апреля, Варшава[30]. Маршалок: Станислав Эрнест Денгоф.
- 1712, 5 — 19 апреля, Варшава.  Экстраординарный. Маршалок: Станислав Эрнест Денгоф.
- 1712—1713, 31 декабря — 21 февраля, Варшава. Экстраординарный. Маршалок: Станислав Эрнест Денгоф.
- 1717, 1 февраля, Варшава[31]. Маршалок: Станислав Ледуховский.
- 1718, 3 октября — 14 ноября, Гродно. Ординарный. Маршалок: Кшиштоф Станислав Завиша.
- 1719—1720, 20 декабря — 22 февраля, Варшава. Ординарный[16]. Маршалок: Кшиштоф Станислав Завиша.
- 1720, 30 сентября — 11 ноября, Варшава. Ординарный[16]. Маршалок: Кшиштоф Станислав Завиша.
- 1722, 5 октября — 16 ноября, Варшава. Ординарный[16]. Маршалок: Франтишек Максимилиан Оссолинский.
- 1724, 2 октября — 13 ноября, Варшава. Ординарный. Маршалок: Стефан Потоцкий.
- 1726, 28 сентября — 9 ноября, Гродно. Ординарный. Маршалок: Стефан Потоцкий.
- 1729, 22 — 29 августа, Гродно. Экстраординарный[23].
- 1730, 2 — 16 октября, Гродно. Экстраординарный[23]. Председательствовал Теодор Любомирский.
- 1732, 18 сентября — 2 октября, Варшава.  Экстраординарный[23]. Маршалок: Ежи Ожаровский.
- 1733, 26 января — 2 февраля, Варшава. Экстраординарный[32]. Маршалок: Ежи Ожаровский.
- 1733, 27 апреля — 23 мая, Варшава. Конвокационный. Маршалок: Михаил Юзеф Масальский.
- 1733, 25 августа — 28 сентября, Варшава. Элекционный[33]. Маршалок: Франтишек Радзевский.
- 1735, 27 сентября — 8 ноября, Варшава. Ординарный (пацификационный)[34]. Маршалок: Антоний Пониньский (как маршалок Варшавской конфедерации).
- 1736, 25 июня — 9 июля, Варшава.  Экстраординарный (пацификационный). Маршалок: Вацлав Пётр Ржевуский.
- 1738, 6 октября — 17 ноября, Варшава. Ординарный. Маршалок: Казимир Рудзинький.
- 1740, 3 октября — 13 ноября, Варшава. Ординарный. Маршалок: Казимир Карвовский.
- 1744, 5 октября — 19 ноября, Гродно. Ординарный. Маршалок: Тадеуш Франтишек Огинский.
- 1746, 3 октября — 14 ноября, Варшава. Ординарный. Маршалок: Антоний Бенедикт Любомирский.
- 1748, 30 сентября — 9 ноября, Варшава. Ординарный. Маршалок: Войтех Семеньский.
- 1750, 4 — 18 августа, Варшава. Экстраординарный[16]. Маршалок: Войтех Семеньский.
- 1752, 2 — 26 октября, Гродно. Ординарный[16]. Маршалок: Юзеф Адриан Мосальский.
- 1754, 30 сентября — 31 октября, Варшава. Ординарный[16]. Маршалок: Юзеф Адриан Мосальский.
- 1756, 4 октября, Варшава. Ординарный[35].
- 1758, 2 — 11 октября, Варшава. Ординарный[16]. Маршалок: Адам Малаховский.
- 1760, 6 — 13 октября, Варшава. Ординарный[16]. Маршалок: Адам Малаховский.
- 1761, 27 апреля — 2 мая, Варшава. Ординарный[16]. Маршалок: Адам Малаховский.
- 1762, 4 — 7 октября, Варшава. Ординарный[16]. Маршалок: Адам Малаховский.
- 1764, 7 мая — 23 июня, Варшава. Конвокационный[36]. Маршалок: Адам Казимир Чарторыйский.
- 1764, 27 августа — 8 сентября, Варшава. Элекционный[37]. Маршалок: Сосновский Юзеф.
- 1764, 3 — 20 декабря, Варшава. Коронационный[38]. Маршалок: Яцек Малаховский.
- 1766, 6 октября — 29 ноября, Варшава. Ординарный[39]. Маршалок: Целестин Чаплиц[пол.]*.
- 1767—1768, Варшава. Экстраординарный[40]. Маршалок: Кароль Станислав Радзивилл.
- 1773—1775, 19 апреля — 11 апреля, Варшава. Экстраординарный[41]. Маршалки: Адам Пониньский и Михаил Иероним Радзивилл.
- 1776, 26 августа — 31 октября, Варшава. Ординарный[42]. Маршалок: Анджей Мокроновский, Анджей Огинский.
- 1778, 5 октября — 14 ноября, Варшава. Ординарный. Маршалок: Людвик Тышкевич.
- 1780, 2 октября — 11 ноября, Варшава. Ординарный. Маршалок: Антоний Малаховский.
- 1782, 30 сентября — 9 ноября, Варшава. Ординарный. Маршалок: Казимир Красинский.
- 1784, 4 октября — 13 ноября, Гродно.Ординарный. Маршалок: Хоминский, Франциск Ксаверий
- 1786, 2 октября — 13 ноября, Варшава. Ординарный. Маршалок: Станислав Гадомский.
- 1792, 5 октября — 29 мая, Варшава. Ординарный[43]. Маршалки: Станислав Малаховский и Казимир Нестор Сапега.
- 1793, 17 июня — 23 ноября, Гродно. Экстраординарный[44]. Маршалок: Станислав Белинский.

## Комментарии
1. ↑  Королём польским и великим князем литовским избран Генрих Валуа.
2. ↑  Коронация Генриха Валуа.
3. ↑  Созван после бегства Генриха Валуа во Францию.
4. ↑  Королём польским и великим князем литовским избран Стефан Баторий. Другим претендентом был Максимиллиан Габсбург.
5. ↑  Съезд шляхты, имевший значение сейма.
6. ↑  Коронация Стефана Батория.
7. ↑  Утверждена «поправа» к Литовскому статуту 1566 года.
8. ↑  Королём польским и великим князем литовским избран Сигизмунд Ваза. Другим претендентом был эрцгерцог австрийский Максимиллиан, после неудачи предпринявший попытку добиться трона силой.
9. ↑  Коронация Сигизмунда Вазы.
10. ↑  Замирение между сторонниками Сигизмунда Вазы и эрцгерцога Максимиллиана. 9 марта 1589 года Речь Посполитая и Габсбургская империя заключили Бендзинско-бытомский трактат, по которому Максимилиан отказался от титула польского короля и от занятого Спиша.
11. ↑  Созван по инициативе Яна Замойского, недовольного абсолютистскими тенденциями и предложившего детронизовать короля.
12. ↑  Королём польским и великим князем литовским избран Владислав Ваза.
13. ↑  Коронация Владислава Вазы.
14. ↑  Королём польским и великим князем литовским избран Ян Казимир Ваза.
15. ↑  Коронация Яна Казимира Вазы.
16. 1 2 3 4 5 6 7 8 9 10 11 12 13 14 15 16 17 18 19 20 21 22 23 24  Сорван.
17. ↑  Король польский и великий князь литовский Ян Казимир Ваза отрёкся от трона.
18. ↑  Королём польским и великим князем литовским избран Михаил Вишневецкий.
19. ↑  Коронация Михаила Вишневецкого. Сейм сорван.
20. ↑  Начался как сейм Голамбской конфедерации, 12 марта объявлен пацификационным ординарным сеймом.
21. ↑  Королём польским и великим князем литовским избран Ян Собеский
22. ↑  Коронация Яна Собеского.
23. 1 2 3 4 5  Сейм сорван ещё до избрания маршалка.
24. ↑  Сейм разъехался по причине болезни монарха.
25. ↑  Частично сорван.
26. ↑  Королём польским и великим князем литовским избран Август Сильный. Объявлено уравнение в правах литовской шляхты с польской.
27. ↑  Коронация Августа Сильного
28. ↑  Разъехался по причине малочисленности: на сейм приехало всего 15 послов, а 6 вышли с протестацией.
29. ↑  Разъехался до начала общих заседаний.
30. ↑  Вальная рада Сандомирской конфедерации, имевшая значение сейма.
31. ↑  «Немой» сейм, подтвердивший согласение между Августом II, Виленской конфедерацией 1716 года и Тарногродской конфедерацией.
32. ↑  Прерван по причине смерти Августа II
33. ↑  Королём польским и великим князем литовским избран Станислав Лещинский. Несогласная с этим решением часть шляхты избрала на своём съезде другого монарха — Августа III. 17 января 1734 года Август был коронован, вместо сеймов им созывались генеральные съезды (вальные рады) варшавской конфедерации.
34. ↑  Сорван сторонниками Лещинского.
35. ↑  Не состоялся, так как Август III был осаждён в Саксонии.
36. ↑  Конвокационный Сейм 1764 года. Конфедеративный сейм, созванный для избрания Станислава Августа Понятовского и проведения реформы государственного строя.
37. ↑  Королём польским и великим князем литовским избран Станислав Август Понятовский.
38. ↑  Коронация Станислава Августа Понятовского.
39. ↑  «Сейм Чаплица». Сейм отклонил требования Репнина о предоставлении диссидентам равных прав с католиками.
40. ↑  «Сейм Репнина». Проводился под эгидой Радомской конфедерации. На сейме утверждены «Кардинальные права» и ратифицирован «Вечный» договор с Российской империей.
41. ↑  Трёхлетний сейм. Объявлен конфедеративным. Узаконил первый раздел Речи Посполитой. 14 октября 1773 года образована Эдукационная комиссия.
42. ↑  Объявлен конфедеративным.
43. ↑  Четырёхлетний сейм. Объявлен конфедеративным. 3 мая 1791 года принята Конституция.
44. ↑  См. Гродненский сейм. Узаконил второй раздел Речи Посполитой.